# Farvefjernsyn i Danmark
Farvefjernsyn i Danmark. Man benytter PAL (Phase Alternating Line) udviklet af Telefunken. Systemet benyttes i det meste af Europa. I Danmark bruges normerne PAL-B og PAL-G til kabel-tv. Analogt antenne-tv blev lukket 1. november 2009. Til digitalt antenne-tv bruges DVB-T.
Farvefjernsyn i Danmark kunne i 1967 kun opleves på tysk tv, hvis man boede tæt på Tyskland. Kabel-tv fandtes ikke dengang
Tyskland var allerede i gang med forsøgsudsendelser.
Om dagen et farvebillede om aftenen levende billeder.
Farvekameraet havde på den tid et problem. 
Det var ikke velegnet til sportsudsendelser hvor alt gik hurtigt. Der opstod ”faner” hvis noget gik hurtigt.
Farvefjernsyn i Danmark blev først sendt i marts 1967 på UHF fra forsøgssenderen i Gladsaxe.
Den 28. juli 1967 blev der sendt et prøvebillede på K7 Rangstrupsenderen. Man benyttede en Philips PM 5552 Farve TV generator.
Den 26. august 1967 blev det tyske program "Gala-Abend der Schallplatte" transmitteret og set af ca. 400 danske seere.
I februar 1968 blev åbningen af de olympiske vinterlege i Grenoble ligeledes transmitteret i farver.
Den 12. februar 1969 blændede DR op for kulør på skærmen.
12. februar 2009 fejrede DR fjernsynets 40 år i farver.
Udsendelsen ”Klar i Studiet” med Flemming Madsen og Jens Bom var i farve.